# Джірганде
Джірганде (перс. جيرهنده) — село в Ірані, у дегестані Джірганде-Лашт-е-Неша, у бахші Лашт-е-Неша, шагрестані Решт остану Ґілян. За даними перепису 2006 року, його населення становило 605 осіб, що проживали у складі 180 сімей.

## Клімат
Середня річна температура становить 14,47 °C, середня максимальна – 28,62 °C, а середня мінімальна – -0,51 °C. Середня річна кількість опадів – 1201 мм.
| Клімат поселення                              | Клімат поселення | Клімат поселення | Клімат поселення | Клімат поселення | Клімат поселення | Клімат поселення | Клімат поселення | Клімат поселення | Клімат поселення | Клімат поселення | Клімат поселення | Клімат поселення | Клімат поселення |
| Показник                                      | Січ.             | Лют.             | Бер.             | Квіт.            | Трав.            | Черв.            | Лип.             | Серп.            | Вер.             | Жовт.            | Лист.            | Груд.            |                  |
| Середній максимум, °C                         | 8,54             | 9,11             | 11,78            | 17,78            | 21,84            | 25,52            | 28,62            | 28,26            | 24,94            | 21,10            | 16,54            | 12,26            |                  |
| Середня температура, °C                       | 4,01             | 4,58             | 7,24             | 13,26            | 17,30            | 21,00            | 24,38            | 24,01            | 20,70            | 16,86            | 12,30            | 8,01             |                  |
| Середній мінімум, °C                          | −0,51            | 0,05             | 2,72             | 8,73             | 12,80            | 16,49            | 20,13            | 19,76            | 16,45            | 12,60            | 8,05             | 3,77             |                  |
| Норма опадів, мм                              | 119              | 97               | 88               | 47               | 46               | 32               | 32               | 63               | 137              | 213              | 181              | 146              |                  |
| Середньомісячна швидкість вітру, м/с          | 2.35             | 2.46             | 2.40             | 2.38             | 2.40             | 2.60             | 2.60             | 2.30             | 2.10             | 2.16             | 2.00             | 2.08             |                  |
| Середньомісячна сонячна радіація, кДж/м²·день | 6877             | 8970             | 10903            | 15498            | 19779            | 21849            | 22575            | 18918            | 15441            | 10720            | 8542             | 6560             |                  |
| --------------------------------------------- | ---------------- | ---------------- | ---------------- | ---------------- | ---------------- | ---------------- | ---------------- | ---------------- | ---------------- | ---------------- | ---------------- | ---------------- | ---------------- |
| Джерело:                                      |                  |                  |                  |                  |                  |                  |                  |                  |                  |                  |                  |                  |                  |